# Червињано дел Фријули
Червињано дел Фријули (итал. Cervignano del Friuli) је насеље у Италији у округу Удине, региону Фурланија-Јулијска крајина.
Према процени из 2011. у насељу је живело 12275 становника. Насеље се налази на надморској висини од 4 м.

## Становништво
Према резултатима пописа становништва 2011. у општини је живело 13.409 становника.
| 1936. | 1951. | 1961. | 1971.  | 1981.  | 1991.  | 2001.  | 2011.  |
| ----- | ----- | ----- | ------ | ------ | ------ | ------ | ------ |
| 6.486 | 8.090 | 8.824 | 10.067 | 11.452 | 11.999 | 12.421 | 13.409 |